# Ctětín
Ctětín (en allemand : Ztietin) est une commune du district de Chrudim, dans la région de Pardubice, en République tchèque. Sa population s'élevait à 247 habitants en 2022.

## Géographie
Ctětín se trouve à 3 km au sud-est de Nasavrky, à 14 km au sud-sud-est de Chrudim, à 24 km au sud-sud-est de Pardubice et à 105 km à l'est-sud-est de Prague.
La commune est limitée par Nasavrky au nord-ouest, par Miřetice au nord-est et à l'est, par Vysočina au sud, et par Trhová Kamenice au sud-ouest.

## Histoire
La première mention écrite de la localité date de 1318.

## Administration
La commune se compose de six sections :
- Bratroňov
- Ctětín
- Ctětínek
- Kvítek
- Strkov
- Vranov

## Transports
Par la route, Ctětín se trouve à 5 km de Nasavrky, à 17 km de Chrudim, à 26 km de Pardubice et à 136 km de Prague. 